# Santo Tirso (freguesia)
Santo Tirso foi uma freguesia portuguesa do município de Santo Tirso, que tinha 8,00 km² de área e 14 107 habitantes (2011), e, por isso, uma densidade populacional de 1 763,4 h/km².
A freguesia de Santo Tirso foi extinta em 2013, no âmbito de uma reforma administrativa nacional, tendo sido agregada às freguesias de Santa Cristina do Couto, de São Miguel do Couto e de Burgães, para formar uma nova freguesia denominada Santo Tirso, Couto (Santa Cristina e São Miguel) e Burgães.

## População
| População da freguesia de Santo Tirso | População da freguesia de Santo Tirso | População da freguesia de Santo Tirso | População da freguesia de Santo Tirso | População da freguesia de Santo Tirso | População da freguesia de Santo Tirso | População da freguesia de Santo Tirso | População da freguesia de Santo Tirso | População da freguesia de Santo Tirso | População da freguesia de Santo Tirso | População da freguesia de Santo Tirso | População da freguesia de Santo Tirso | População da freguesia de Santo Tirso | População da freguesia de Santo Tirso | População da freguesia de Santo Tirso |
| ------------------------------------- | ------------------------------------- | ------------------------------------- | ------------------------------------- | ------------------------------------- | ------------------------------------- | ------------------------------------- | ------------------------------------- | ------------------------------------- | ------------------------------------- | ------------------------------------- | ------------------------------------- | ------------------------------------- | ------------------------------------- | ------------------------------------- |
| 1864                                  | 1878                                  | 1890                                  | 1900                                  | 1911                                  | 1920                                  | 1930                                  | 1940                                  | 1950                                  | 1960                                  | 1970                                  | 1981                                  | 1991                                  | 2001                                  | 2011                                  |
| 1 905                                 | 2 424                                 | 2 899                                 | 3 546                                 | 4 425                                 | 4 672                                 | 5 754                                 | 6 715                                 | 8 039                                 | 10 428                                | 10 343                                | 11 610                                | 12 996                                | 13 961                                | 14 107                                |

| Distribuição da População por Grupos Etários | Distribuição da População por Grupos Etários | Distribuição da População por Grupos Etários | Distribuição da População por Grupos Etários | Distribuição da População por Grupos Etários | Distribuição da População por Grupos Etários | Distribuição da População por Grupos Etários | Distribuição da População por Grupos Etários | Distribuição da População por Grupos Etários | Distribuição da População por Grupos Etários |
| -------------------------------------------- | -------------------------------------------- | -------------------------------------------- | -------------------------------------------- | -------------------------------------------- | -------------------------------------------- | -------------------------------------------- | -------------------------------------------- | -------------------------------------------- | -------------------------------------------- |
| Ano                                          | 0-14 Anos                                    | 15-24 Anos                                   | 25-64 Anos                                   | > 65 Anos                                    |                                              | 0-14 Anos                                    | 15-24 Anos                                   | 25-64 Anos                                   | > 65 Anos                                    |
| 2001                                         | 2 183                                        | 2 002                                        | 7 686                                        | 2 090                                        |                                              | 15,6%                                        | 14,3%                                        | 55,1%                                        | 15,0%                                        |
| 2011                                         | 1 849                                        | 1 495                                        | 8 063                                        | 2 700                                        |                                              | 13,1%                                        | 10,6%                                        | 57,2%                                        | 19,1%                                        |

Média do país no censo de 2001:  0/14 Anos-16,0%; 15/24 Anos-14,3%; 25/64 Anos-53,4%; 65 e mais Anos-16,4%
Média do país no censo de 2011:   0/14 Anos-14,9%; 15/24 Anos-10,9%; 25/64 Anos-55,2%; 65 e mais Anos-19,0%

## Património
- Mosteiro de Santo Tirso ou Mosteiro de São Bento, cerca e cruzeiro processional
- Casa e Quinta de Dinis de Baixo

## Personalidades ilustres
- Visconde de Santo Tirso